# Sensitometrie
Der Begriff Sensitometrie ist nach DIN-Norm 19040 (Teil 12) definiert als „Untersuchung der photographischen Eigenschaften strahlungsempfindlicher Materialien und der verschiedenen Schritte des photographischen Prozesses“.
Speziell in der Fotografie sowie in der Film- und Videotechnik ist Sensitometrie die Sammelbezeichnung für Messverfahren, mit denen Eigenschaften, z. B. die Empfindlichkeit, fotografischer Materialien bestimmt werden, und insbesondere auch eine Bezeichnung für die Lichtempfindlichkeitsmessung fotografischer Papiere.
Als Sensitometrie bezeichnet man in der Fototechnik und in der Druckvorstufe die Messung der Lichtempfindlichkeit einer lichtempfindlichen Emulsion, z. B. eines Filmes oder einer Platte.
Einfach erklärt: Sensitometrie befasst sich damit, was für eine Wirkung Licht auf dem Fotopapier oder Film erzielt.
Eine Variante der Sensitometrie ist die Farbsensitometrie, bei der die Farbempfindlichkeit gemessen wird.